# Annmari Cederberg
Annmari Jadwiga Cederberg, gift Blomstrand, född 23 juli 1935 i Polen, är en svensk före detta friidrottare (sprinter). Hon tävlade för klubben IFK Lund. Hon är mor till den svenske mångkamparen Staffan Blomstrand (1960–1999).